# Кметове на Разград
Кметове на град Разград след Освобождението:
- Георги А. Попов (роден 1837 г. – починал 1917 г.) – избран за първи кмет след Освобождението през 1878 г.
- Васил Попов – 1878 – 1881.
- Иванчо х. Кулев – 1881.
- Димитър Стоянов (1838 – 1906) – 1881 – 1883.
- Кънчо Жеков (1837 – 1895) – 1883 – 1885.
- Мавродин Хаджигьоков – 1877 – 1888.
- Mert Nakkiev – 1888 – 1894.
- Александър Зорзанов (1860 – 1910) – 1894 – 1896.[1]
- Цоньо Марков – 1896 – 1899.
- Симеон Икономов (1852 – 1932) – 1899 – 1902.
- Бърни х. Атанасов – 1902 – 1907.
- Стоян Добрев (1849 – 1923) – 1907 – 1908.
- Юрдан Рашев (1865 – 1933) – 1908 – 1909.[2]
- Стефан Георгиев – 1909 – 1914.
- Гани Мечкаров (1865 – 1938) – 1914 – 1917;
- Тодор. М. Попов – 1917 – 1918;
- Георги Шопов 1918 – 1919.
- д–р Г. Панов (1877 – 1961) – 1919 – 1920.
- Георги Мартинов (1859 – 1936) – 1920 – 1921.
- Велико Димов (1893 – 1939) – 1921 – 1923.
- д-р Къню Камбосев (1871 – 1949) – 1923 – 1929
- Бончо Чобанов (1897 – 1984) – 1929 – 1931.
- Иван Шарков – 1931 – 1932.
- Кънчо Симеонов – 1932 – 1933.
- Страшимир Бърнев 1933 – 1934.
- Драган Данаилов (1873 – 1948) – 1934 – 1935.
- Захари Попов (1894 – 1946) – 1935 – 1939.
- Генчо Христов – 1939.
- Стефан Митев – 1939 – 1944.
- Иван Халаджов – 1944 – 1945.
- Деньо Иванов – 1945 – 1946.
- Георги М. Казанджиев (1910 – 1948) – 1946 – 1948.
- Евтим Дончев – 1948 – 1952.
- Йордан Стоянов (1910 – 1996) – 1952 – 1956.
- Борис Караджов (1917 – 2001) – 1956 – 1962.
- Маринка Ангелова – 1962 – 1969.
- Пенчо Дяков (1924 – 1998) – 1969 – 1973.
- Кольо Йовчев (1930 – 2002) – 1973 – 1975.
- Добромир Мирчев (1935 – 2002) – 1975 – 1981.
- Цвятко Драгозов (1940 – 1994) – 1981 – 1989.
- Иван Вълчев – 1989 – 1990.
- Пенко Ганев – 1990 – 1991.
- Венелин Узунов – 1991 – 2005.
- Денчо Бояджиев – 2005 – 2015.
- Валентин Василев – 2015 – 2019
- Денчо Бояджиев – 2019 – 2023
- Добрин Добрев – 2023 – действащ